# Junip (álbum)
Junip es el segundo LP de la banda sueca de indie rock Junip. El álbum salió a la venta el 22 de abril de 2013 en City Slang (Europa) y al día siguiente en Mute Records (Norteamérica).

## Recepción de la crítica
Junip ha recibido críticas mayoritariamente positivas por parte de la crítica musical. En Metacritic, que asigna una puntuación media ponderada de 100 a las reseñas de los principales críticos, el álbum recibió una puntuación media de 76, basada en 17 reseñas. En FILTER, Zach Kraimer destacó cómo este álbum, al igual que el anterior, «les encuentra ocupando los mismos espacios melancólicos y serios», y afirmó que la banda «ha superado desde entonces algunos límites restrictivos». Heather Phares, de AllMusic, calificó el álbum de «aún más maduro» que su anterior trabajo, lo que se consigue «en más de un sentido», como «arreglos y producciones más grandes» y en la composición de las canciones. Holly Williams, de The Independent, consideró que el álbum «aún reside en la zona de la folktrónica», y Williams señaló que el álbum «puede ser lento y tarda un poco en arrancar, pero también alcanza ocasionalmente alturas de festival al anochecer».
Christopher Monk, de MusicOMH, aludió a que «Junip no es un álbum llamativo», pero aseguró que se trata de «un material encantador». Christine Werthman, de CMJ, destacó que «los sonidos son más grandes en Junip» y subrayó que «esta vez es el toma y daca audible entre los intérpretes lo que hace que el álbum sea íntimo». Ryan Foley, de The Quietus, comentó que si te gusta cuando «la intrincada y meliflua forma de tocar la guitarra de González no está en primer plano», los «seguidores comprometidos de esta faceta de su arte quedarán ciertamente satisfechos».
En Under the Radar, Laura Studarus evocó cómo «menos es más, o eso dice el refrán» porque «cuando el trío se retrae, casi siempre encuentra su punto dulce». Stephen M. Deusner, de Pitchfork, dijo que «no hay nada tan aerodinámico o tan dramático en Junip, pero tampoco hay nada que sugiera que la banda esté flaqueando. Además, Deusner afirmó que «lo que funcionó en Fields funciona igual de bien aquí; lo que no funcionó, sigue sin funcionar; y la constancia puede ser la mayor debilidad de la banda», y señaló que «en última instancia, Junip mantiene la distancia, ofreciendo una mano reconfortante en el hombro en lugar de un abrazo completo y sin reservas». En Rolling Stone, Jon Dolan señaló que Junip encuentra «algo espeluznantemente bello en cada una de sus canciones».
James Evans, de Clash, opinó que «en sus mejores momentos, las exóticas gemas folk de Junip tienen un encanto de combustión lenta y son un impresionante paso adelante respecto a las versiones fáciles de escuchar de González». En Now, Benjamin Boles se equivocó al decir que el disco es «muy fácil de escuchar, pero a veces demasiado cercano a lo fácil de escuchar». Benjamin Aspray, de PopMatters, dijo que «el resto de Junip nunca llega a igualar su primera canción» y destacó que el lanzamiento «se enfrenta a la línea de fuego, sólo para dar un paso atrás». En This Is Fake DIY, Greg Inglis afirmó que «a pesar de la experimentación ocasional, hay poca o ninguna progresión con respecto a su material anterior», sin embargo, «aunque hay un par de excepciones dignas de mención, hay demasiado aquí que simplemente se desliza como música de fondo».

## Lista de canciones
Todas las canciones fueron escritas por Junip (José González, Tobias Winterkorn y Elias Araya).

| N.º | Título                       | Duración |  |
| 1.  | «Line of Fire»               | 5:39     |  |
| 2.  | «Suddenly»                   | 3:26     |  |
| 3.  | «So Clear»                   | 4:45     |  |
| 4.  | «Your Life, Your Call»       | 4:07     |  |
| 5.  | «Villain»                    | 1:58     |  |
| 6.  | «Walking Lightly»            | 5:43     |  |
| 7.  | «Head First»                 | 2:37     |  |
| 8.  | «Baton»                      | 3:44     |  |
| 9.  | «Beginnings»                 | 5:00     |  |
| 10. | «After All Is Said and Done» | 5:40     |  |

## Personal
Todos los instrumentos son tocados por Elias Araya, José González, Tobias Winterkorn y Don Alsterberg excepto la pandereta en la pista 6, tocada por Håkan Wirenstrand.

## Uso en medios
La primera canción del disco, Line of Fire, ha sido usada en diversos medios audiovisuales, destacando por aparecer en el tráiler del último episodio de la serie de AMC, Breaking Bad, titulado "Felina". También apareció en el episodio 11 de la temporada 1 de The Blacklist y en el episodio 17 de la temporada 1 de The Originals. También se utiliza en el episodio 18 de la temporada 1 de Elementary. La canción After All Is Said And Done se utilizó como paisaje sonoro en el episodio 2 de The Blacklist, titulado "Redemption".